# 中南局招待所旧址
中南局招待所旧址，是一处公馆建筑，位于中华人民共和国湖北省武汉市江岸区惠济路16号武汉会议中心内。该建筑建于1930年代，1949年后一度作为中共中央中南局的招待所，毛泽东等中国共产党领导人来到武汉时曾在此居住。现建筑为湖北省文物保护单位。

## 历史
该建筑偕同附近几座别墅由在汉口的美国侨民始建于1930年代初，皆为砖木结构，此后建筑经历不详。1953年2月，中共中央中南局公安部将此3座别墅辟为“中南局高干招待所”，对外出于保密以“16号”、“18号”、“附18号”代指这3座住宅。在1953年2月16日至1956年6月2日间，毛泽东在中南局招待所中居住达5次。此后毛泽东前来武汉时，便居住在位于今东湖宾馆南山甲所与梅岭一号建筑中。1953年后这些建筑除了毛泽东外，还接待过朱德、彭德怀等中共领导人及外宾，此后招待所建筑隶属于中共武汉市委用作市委招待所（今武汉会议中心）。
1953年2月17日晚，毛泽东在该招待所向武汉市硚口区区委书记张华了解该区手工业合作化的问题。《硚口区志》对此进行了专题记述。

## 建筑保护
2008年3月27日，建筑以“中南局招待所旧址”的名义被湖北省人民政府公布为第五批湖北省文物保护单位。
建筑作为文物的保护范围：中南局招待所旧址及周围一定范围。以旧址外墙为界，东南面、西南面、东北面各向外延伸10米，西北面向外延伸3米至惠济路现状道路边线。
建筑作为文物的建设控制地带：以保护范围四至为界，东南面向外延伸32米，西南面、东北面各向外延伸20米，西北面向外延伸5米至惠济路规划道路中线。